# Гумификация
Гумифика́ция (от лат. humus — земля, почва и лат. facio — делаю) — термин, описывающий процесс преобразования органических остатков в верхних слоях почвы в специфические гумусовые вещества.
В широком смысле термин включает процессы образования и накопления гумуса и близок к термину «гумусообразование».
В узком смысле гумификация — биохимические реакции, происходящие с участием микроорганизмов, преобразующие мёртвый органический материал в гуминовые вещества: гуминовые кислоты, гумины и фульвокислоты. Эти высокополимерные соединения подвергаются разложению («минерализации») гораздо медленнее, чем негуминизированные органические остатки и тем самым создают возможность для накопления органических веществ в почве.
Существует несколько гипотез образования гумусовых кислот, или механизмов гумификации. Наибольшее значение из них имеют конденсационные (полимеризационные) гипотезы и гипотезы окислительного кислотообразования.
Степень гумификации органического вещества — отношение количества углерода гумусовых кислот к общему количеству органического углерода почвы, выраженное в массовых долях.